# Маґен Давід Адом
Маґе́н Даві́д Адо́м (івр. מָגֵן דָּוִד אָדוֹם, Червоний щит Давида) скорочено МАДА (івр. מד"א) — ізраїльська національна служба екстреної медичної допомоги. З червня 2006 року є членом Федерації товариств Червоного Хреста і Червоного Півмісяця. МАДА, також, відповідальна за діяльність національного банку крові та роботу мобільних донорських пунктів в Ізраїлі.

Зателефонувати до МАДА можна з будь-якого телефону в Ізраїлі за коротким номером 101.

Під час епідемії коронавірусної хвороби МАДА здійснювала тестування та вакцинацію в геріатрічних закладах та мобільних пунктах.

## Історія

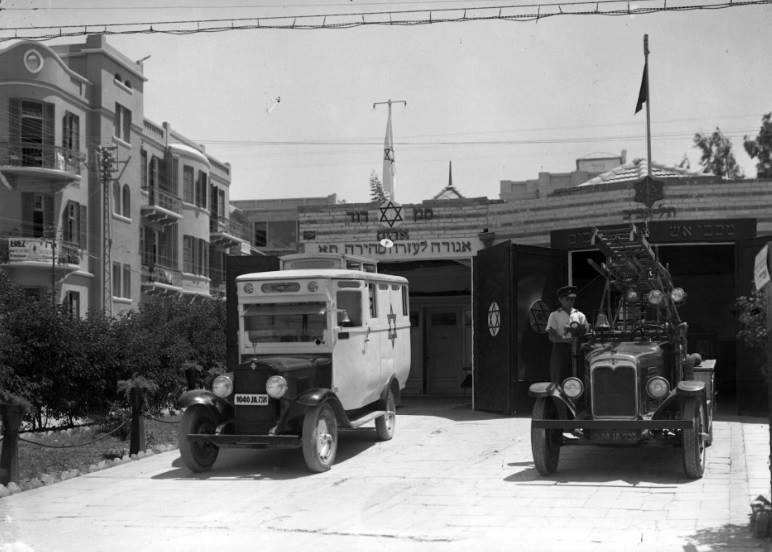
Станція Спілки швидкої допомоги, 1930р

7 червня 1930 року група тель-авівських лікарів на чолі із Мешуламом Левонтіним ухвалила рішення створити першу в Ізраїлі службу екстреної медичної допомоги «Аґуда ле-езра мегіра — Маґен Давід адом» (івр. אגודה לעזרה מהירה - מגן דוד אדום, «Спілка швидкої допомоги —Червона Зірка Давида»). З 10 липня на організований курс першої медичної допомоги записалися 73 добровольці. В серпні, після реєстрації  Верховним комісаром Палестини, спілка почала збір коштів для придбання першого амбулансу. У грудні було придбано машину і після її обладнання, 24 січня вона здійснила першу поїздку до будинку Меїра Дізенгофа. У квітні того ж року було відкриту першу станцію швидкої допомоги. Загалом у 1931 році спілка надала допомогу 1032 особам. В  1932 році спілка надала допомогу 2082 особам та почала збір коштів на другий автомобіль.
Після утворення держави Ізраїль МАДА стала національною службою невідкладної медичної допомоги та розпорядником національного банку крові. Цей статус було закріплено у 1950 році в «Законі про «Маґен Давід Адом». Отримавши офіційний статус МАДА подала заяву про вступ до Руху Червоного Хреста

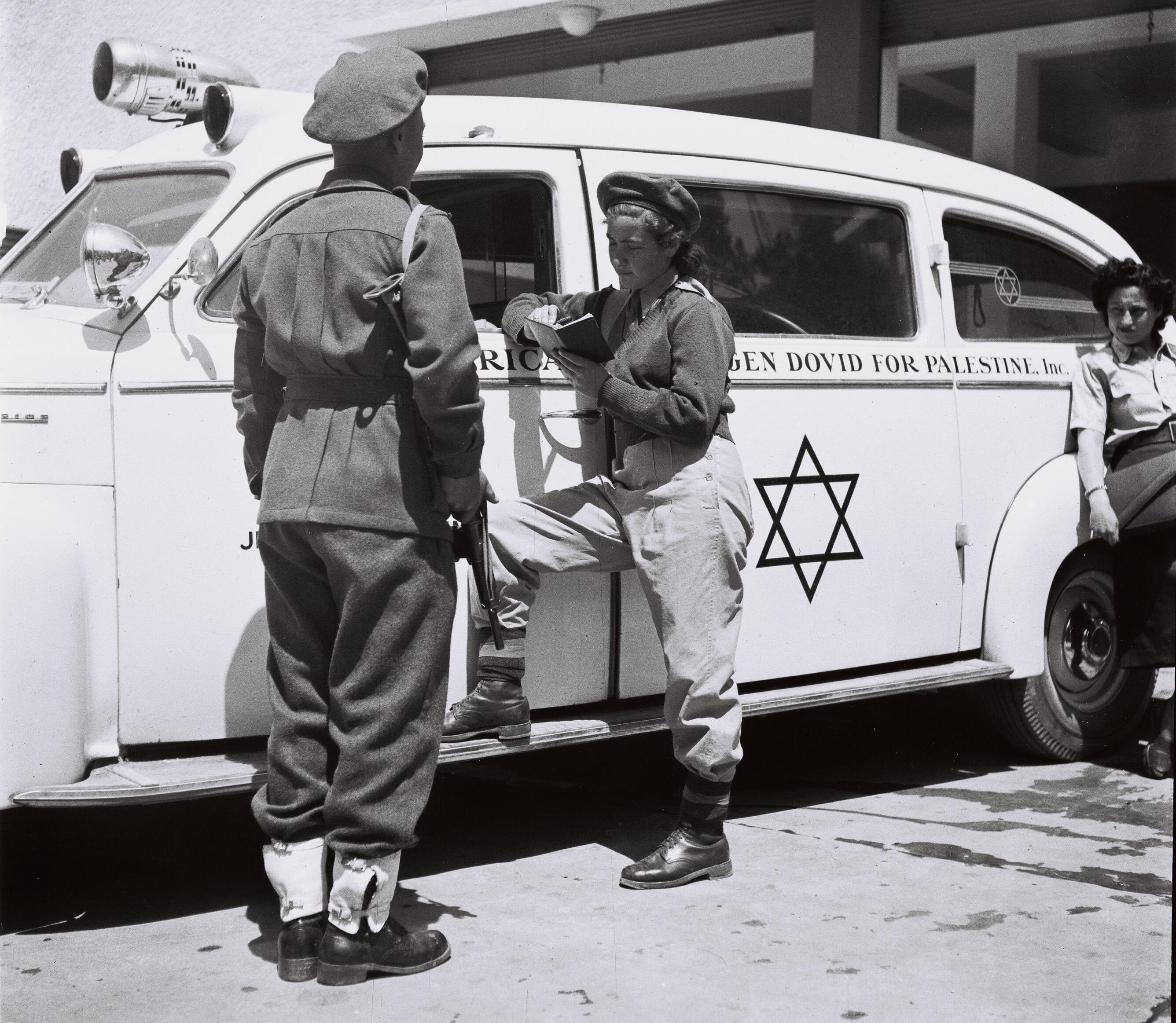

У 1959 році «Маґен Давід Адом» мав 50 станцій та 158 автомобілів швидкої допомоги

## Діяльність

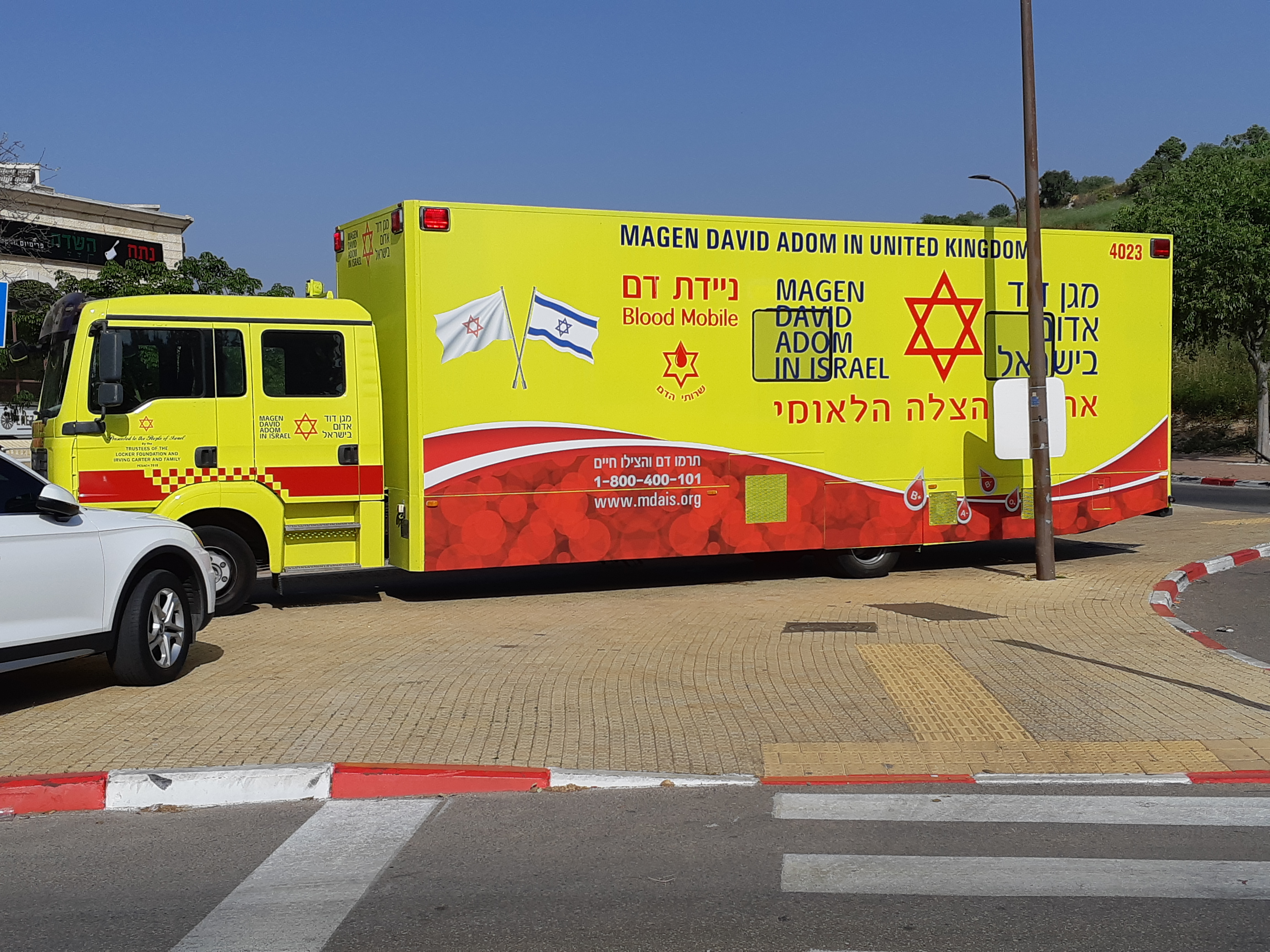
Мобільний донорський пункт

## Міжнародна співпраця
У 1950 році МАДА подала заявка на вступ до Руху Червоного Хреста та Червоного Півмісяця. 

Міжнародна емблема МАДА

 Внаслідок протидії мусульманських країн та відмови міжнародного визнання ізраїльської емблеми організацію було прийнято тільки в 2006 р. на спеціальній міжнародній конференції, яка ухвалила компромісне рішення про вживання додаткового символу для діяльності МАДА поза межами Ізраїлю.

## Кадрове забезпечення
Станом на 2017 рік кількість штатних працівників складає близько 1 850 осіб. Їм допомагають майже 30 000 добровольців.